# Blagnac FC
Câu lạc bộ bóng đá Blagnac là một câu lạc bộ bóng đá Pháp thành lập năm 1963. Đội có trụ sở tại Blagnac, Toulouse. Đội chơi ở Stade Municipal des Ramiers.

## Lịch sử
Câu lạc bộ bóng đá Blagnac được thành lập tương đối muộn vào năm 1962 sau khi một người Pháp tên là Louis Héraud phát hiện ra rằng thị trấn Blagnac không có câu lạc bộ bóng đá. Héraud, cùng với những người ủng hộ của mình, đã tiến hành thu thập tới 20 euro từ người dân thị trấn Blagnac địa phương để bắt đầu quá trình thành lập câu lạc bộ. Tuy nhiên, phải đến khi một người đàn ông thường gọi là Béranger, quản lý một nhà hàng ở sân bay địa phương đồng ý tài trợ cho câu lạc bộ. Câu lạc bộ được chính thức thành lập vào ngày 4 tháng 3 năm 1962 với tên Câu lạc bộ bóng đá Blagnacais. Béranger được giao vai trò chủ tịch, còn Héraud được giao hai vai trò phó chủ tịch và tổng thư ký. Huấn luyện viên đầu tiên của câu lạc bộ là André Augé. Trong những năm đầu tồn tại của câu lạc bộ, họ chủ yếu chơi với các cầu thủ từ cấp độ địa phương và khu vực của bóng đá Pháp, cũng như các cầu thủ vượt qua thời hoàng kim của họ đến từ Toulouse FC.

## Danh hiệu
- Phó vô địch de France Division 4: 1990
- Nhà vô địch DH Midi-Pyrénées: 1988
- Coupe de Midi-Pyrénées: 1981

## Thống kê và hồ sơ

### Số liệu thống kê
- Cộng sự: 4.000
- Bàn thắng nhiều nhất ghi được trong một trận đấu trên sân nhà: Blagnac 7 - Athletic Club Avignonnais 0 (2009*10).

### Thành tích
- Trong các mùa 2000-01 và 2001-02, kết thúc với một giải đấu bất bại sau 62 trận.[1]
- Jean-Germain de la Roche giữ kỷ lục về số bàn thắng trong lịch sử Blagnac (304 bàn).[1]
- Jean-Germain de la Roche là cầu thủ ghi bàn hàng đầu trong lịch sử đấu Cúp của Blagnac (41 bàn).[1]